# Ōnomi
Ōnomi (大野見村, Ōnomi-son) était un village situé dans le district de Takaoka, préfecture de Kōchi, au Japon.

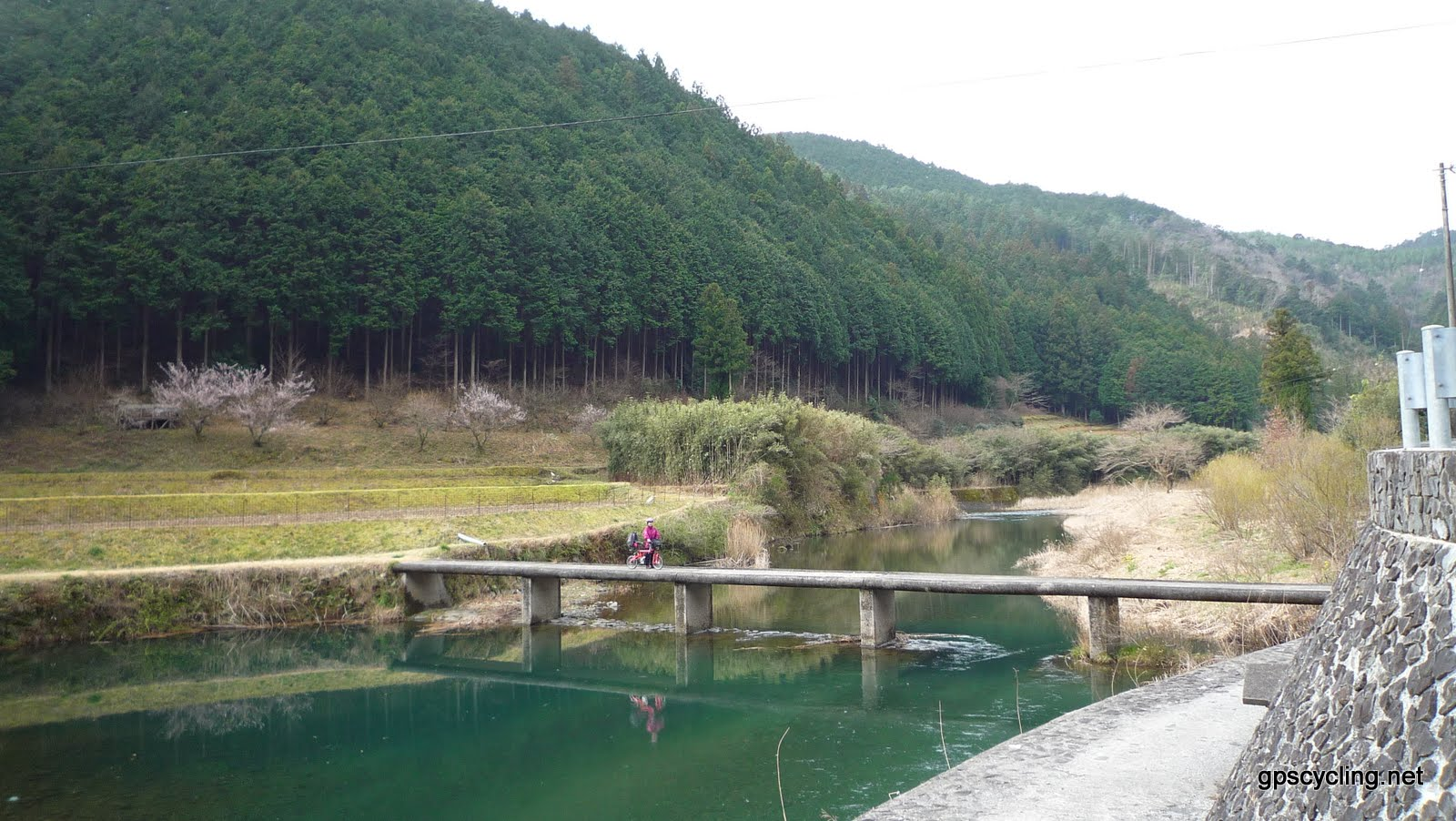
Pont conçu pour être immergé lors d'une inondation.District de Takaoka, préfecture de Kôchi, Japan

Le 1er janvier 2006, il a été incorporé au bourg voisin de Nakatosa et n'existe plus comme une municipalité indépendante.
En 2003, le village d'Ōnomi avait une population estimée à 1 602 habitants pour une densité de 15,95 hab/km2. Sa superficie était de 100,41km2. 